# Градище (Хорватія)
Градище (хорв. Gradište) — населений пункт і громада в Вуковарсько-Сремській жупанії Хорватії.

## Населення
Населення громади за даними перепису 2011 року становило 2 773 осіб.
Динаміка чисельності населення громади:

## Клімат
Середня річна температура становить 11,19 °C, середня максимальна – 25,50 °C, а середня мінімальна – -5,79 °C. Середня річна кількість опадів – 708 мм.
| Клімат поселення                              | Клімат поселення | Клімат поселення | Клімат поселення | Клімат поселення | Клімат поселення | Клімат поселення | Клімат поселення | Клімат поселення | Клімат поселення | Клімат поселення | Клімат поселення | Клімат поселення | Клімат поселення |
| Показник                                      | Січ.             | Лют.             | Бер.             | Квіт.            | Трав.            | Черв.            | Лип.             | Серп.            | Вер.             | Жовт.            | Лист.            | Груд.            |                  |
| Середній максимум, °C                         | 6,10             | 8,14             | 12,74            | 17,32            | 22,49            | 25,50            | 25,31            | 24,89            | 20,93            | 15,50            | 9,63             | 5,64             |                  |
| Середня температура, °C                       | 0,15             | 2,20             | 6,79             | 11,40            | 16,56            | 19,59            | 21,29            | 20,82            | 16,91            | 11,48            | 5,59             | 1,61             |                  |
| Середній мінімум, °C                          | −5,79            | −3,75            | 0,84             | 5,43             | 10,62            | 13,62            | 17,26            | 16,80            | 12,87            | 7,45             | 1,57             | −2,44            |                  |
| Норма опадів, мм                              | 46               | 41               | 44               | 55               | 64               | 91               | 70               | 64               | 53               | 59               | 66               | 55               |                  |
| Середньомісячна швидкість вітру, м/с          | 2.00             | 2.28             | 2.60             | 2.50             | 2.20             | 2.06             | 2.01             | 1.90             | 1.80             | 1.90             | 2.00             | 2.06             |                  |
| Середньомісячна сонячна радіація, кДж/м²·день | 4370             | 7091             | 11077            | 15568            | 19341            | 21401            | 22424            | 20476            | 15095            | 9507             | 4945             | 3635             |                  |
| --------------------------------------------- | ---------------- | ---------------- | ---------------- | ---------------- | ---------------- | ---------------- | ---------------- | ---------------- | ---------------- | ---------------- | ---------------- | ---------------- | ---------------- |
| Джерело:                                      |                  |                  |                  |                  |                  |                  |                  |                  |                  |                  |                  |                  |                  |